# Chiryū
Chiryū (知立市, Chiryū-shi) är en japansk stad i prefekturen Aichi på den centrala delen av ön Honshu. Den ingår i Nagoyas storstadsområde. Chiryū fick stadsrättigheter 1 december 1970.

## Externa länkar

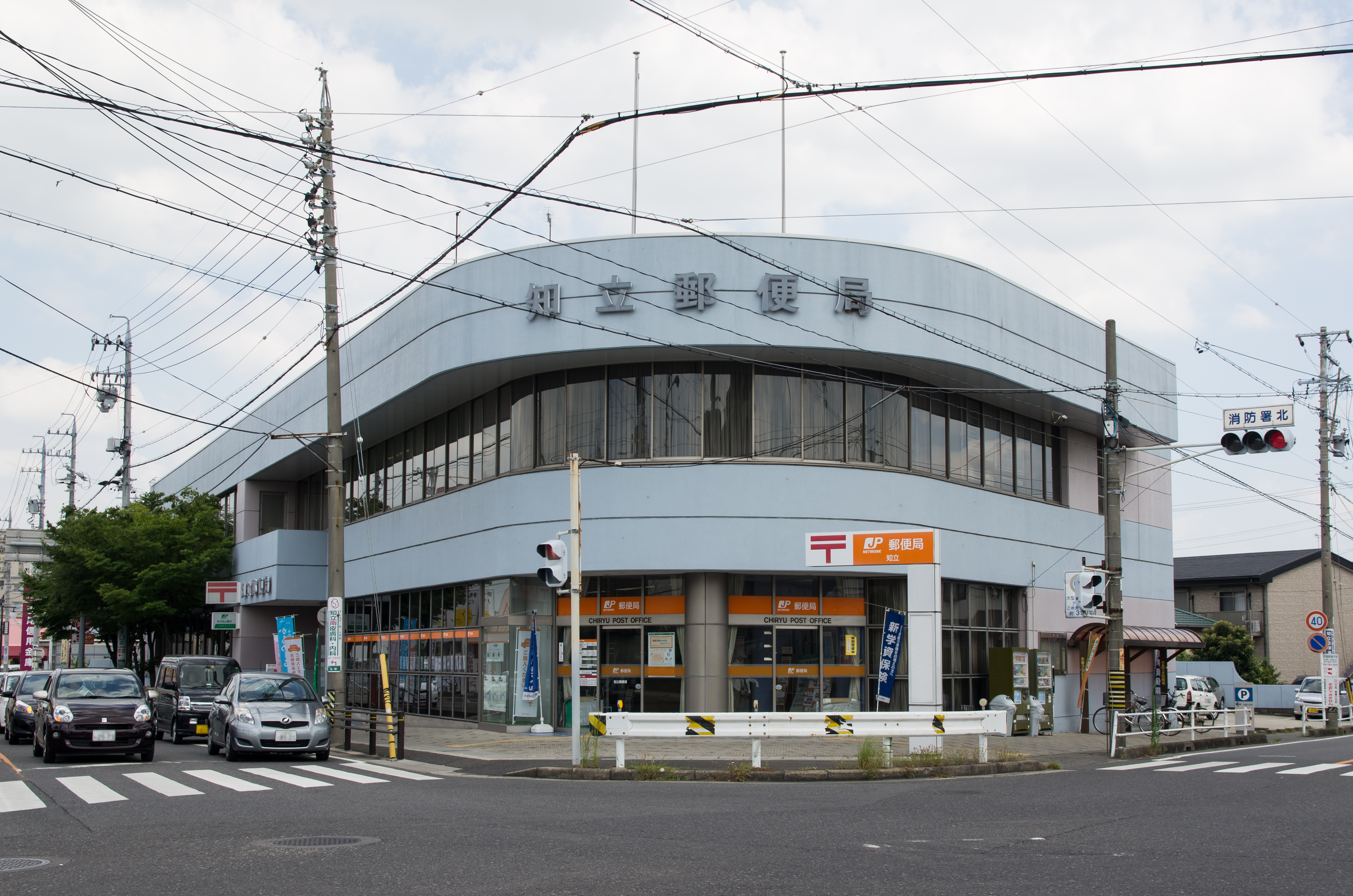
Posthuset i Chiryū